# Сосоновка
Сосо́новка (укр. Сосонівка) — село, Сосоновский сельский совет, Нововодолажский район, Харьковская область, Украина.
Код КОАТУУ — 6324284701. Население по переписи 2001 года составляло 314 (134/180 м/ж) человек.
Являлась до 2020 года административным центром Сосоновского сельского совета, в который, кроме того, входят сёла Бражники, Головновка, Княжное, Моськовка, Низовка и Стулеповка.

## Географическое положение
Село Сосоновка находится на расстоянии в 2 км от реки Ольховатка (правый берег). По селу протекает пересыхающая речушка с запрудами. На расстоянии до 1 км расположены сёла Бражники, Низовка, Головновка, Моськовка и Княжное.

## История
- 1805 — дата основания.
- При СССР в селе был создан и работал колхоз "Россия", в котором были семь бригад (седьмая - в селе Княжное), тракторная бригада, инкубатор, молочно-товарный комплекс, ферма (в Княжно́м), отдел строительства, кабинет специалистов, столовая.[1]

## Происхождение названия
- На некоторых картах село называют Сосновка.

## Экономика
- Сельскохозяйственный производственный кооператив «Россия».

## Объекты социальной сферы
- Дом культуры.
- Фельдшерско-акушерский пункт.

## Достопримечательности
- Братская могила советских воинов. 1943 г.

## Религия
- Петро-Павловский храм.